# Матерниан из Реймса
Матерниан (фр. Maternien; умер 7 июля 368 года) — святой епископ Реймса, исповедник. День памяти — 30 апреля.
Святой Матерниан был братом святого епископа Миланского Матерна. Став епископом в 348 году, святой Матерниан оставался на кафедре до 359 года. Он скончался 7 июля 368 года. Его преемником на епископской кафедре Реймса был Донатиан.
В IX веке архиепископ Хинкмар обрёл его мощи и даровал королю Восточно-Франкского государства Людовику II Немецкому. Обретение мощей пришлось на 30 апреля.